# Scentimental
'Scentimental' est un cultivar de rosier obtenu en 1996 par le rosiériste américain Tom Carruth et introduit au commerce en 1997 aux États-Unis et en 1999 dans l'Union européenne. Il s'agit d'un grand succès international de rose panachée.

## Description
Ce rosier floribunda est remarquable par ses grosses fleurs rondes striées de rouge et de blanc crème s'ouvrant rapidement. Elles sont doubles (25-36 pétales)  mesurant 12 cm de diamètre, au parfum épicé et fleurissent en bouquets tout au long de la saison,. 
Le buisson érigé et dense est grand jusqu'à 120 cm et large jusqu'à 110 cm au feuillage vernissé et vert moyen.
Sa zone de rusticité est de 6b à 9b ; il supporte donc bien les hivers froids. Il se plaît dans toutes les régions de France. Il est parfait pour les plates-bandes, la culture en pot et la fleur coupée. Il laisse place, en fin d'automne, à des fruits fort décoratifs. Il a besoin d'être taillé avant le début du printemps.
Il est issu d'un croisement 'Playboy' x 'Peppermint Twist'.

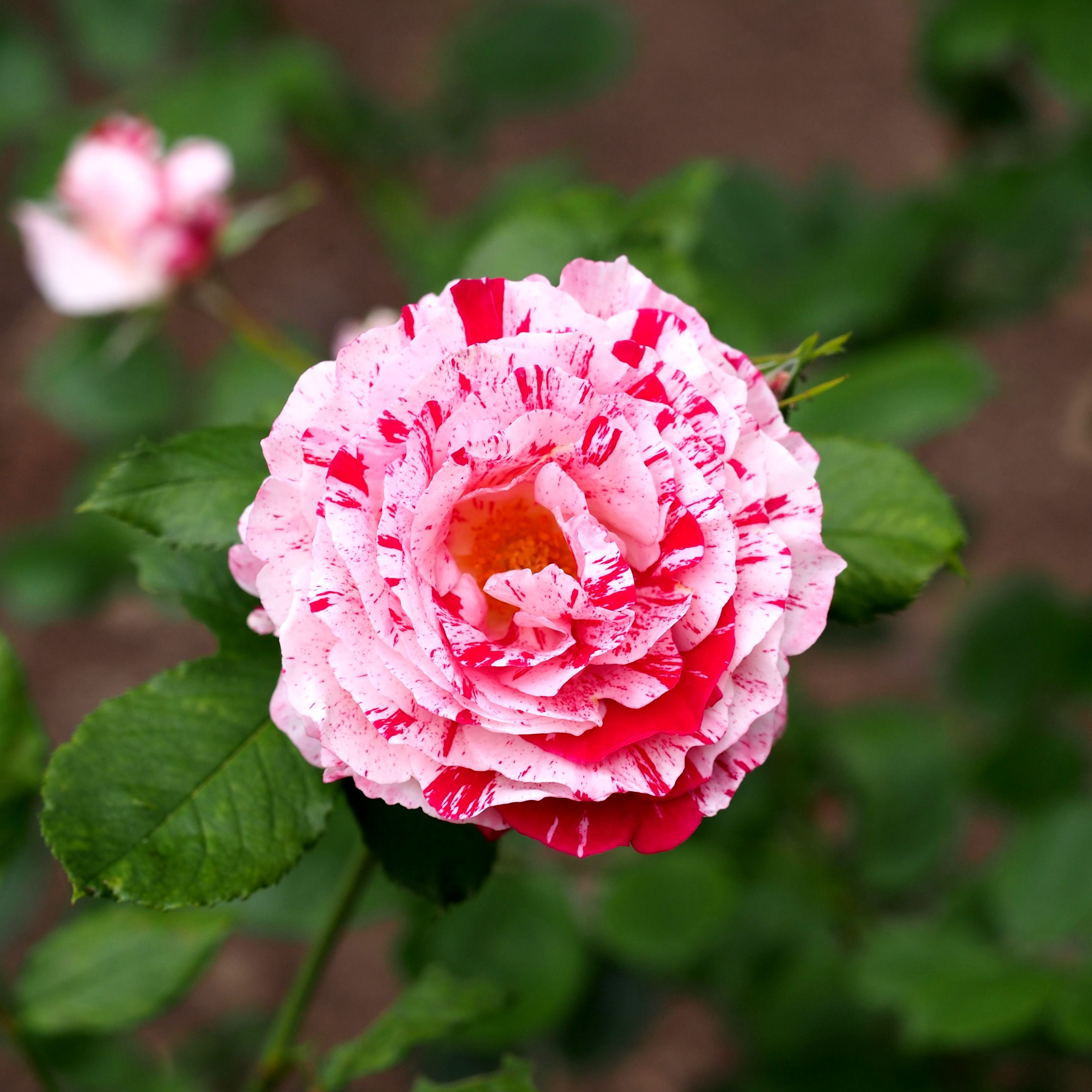
Rose 'Scentimental' au Japon
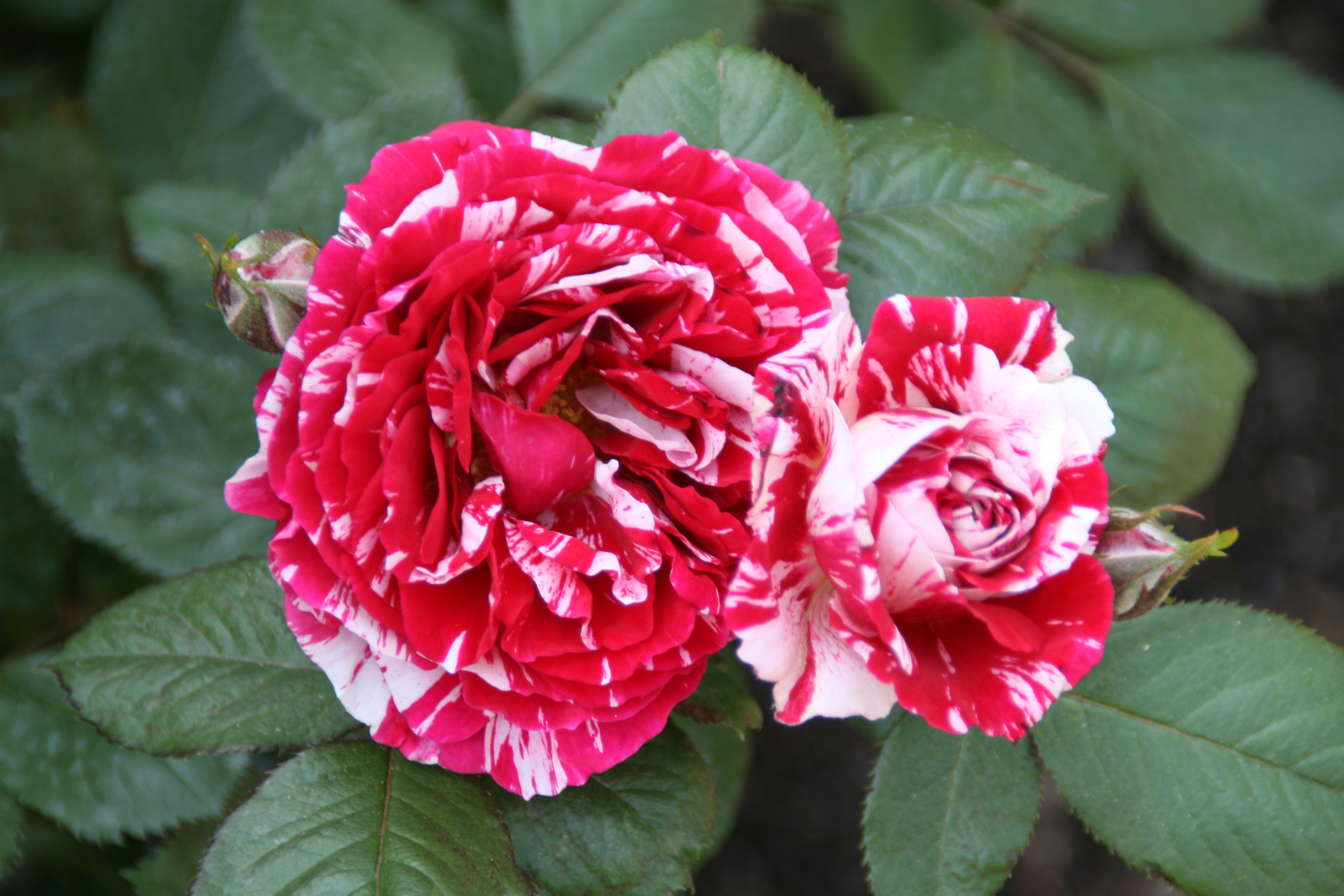
Roses 'Scentimental' dans le Maryland
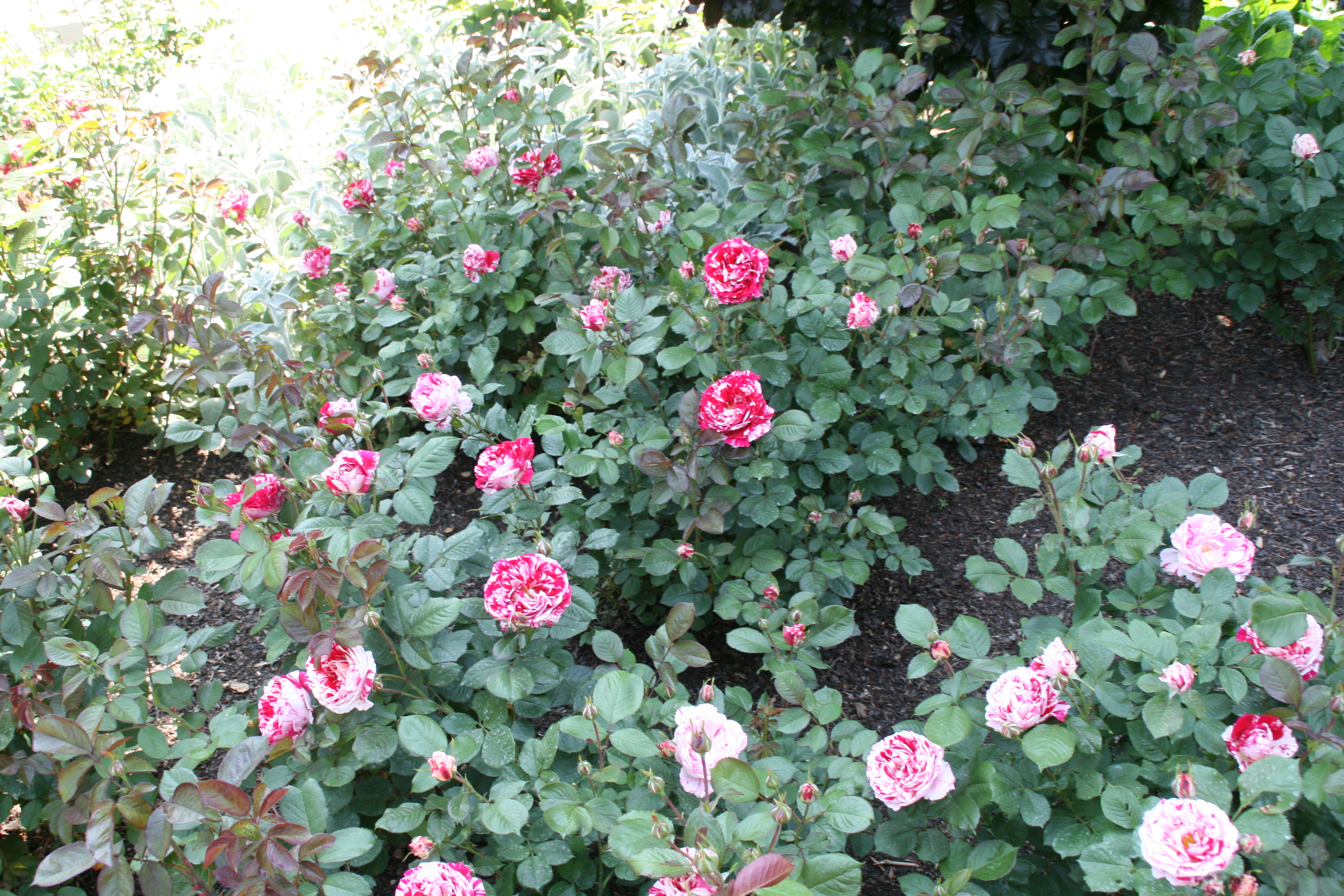
Buisson de roses 'Scentimental'

## Descendance
- 'Chihuly' (Carruth, 2004) par croisement avec 'Amalia'

## Distinctions
- All-America Rose Selections en 1997[5]